# ふたりの太星
『ふたりの太星』（ふたりのたいせい）は、福田健太郎による日本の漫画作品。将棋を題材としている。『週刊少年ジャンプ』（集英社）にて、2019年25号から2019年52号まで連載された。

## あらすじ
天童太星には昼と夜で人格が入れ替わってしまう秘密があった。昼の太と夜の星、性格が正反対な二人の共通点は幼い頃に出会った将棋だけ...。やがて、天才棋士と呼ばれるようになった太と、突然将棋を止めてしまった星。二人が歩む将棋の道とは...。

## 登場人物

### 天童太星
太（たい）
昼の性格。穏やかで真面目な性格。「令和の神童」として知られている。最年少のプロ棋士を棋士を目指して、プロ試験に挑む。
星（せい）
夜の性格。明るくて破天荒な性格。太と指していた将棋を止めてから様々なことに挑戦するも長続きせず、自分の居場所を探している。

### 天童世代
羽賀 十三（はが じゅうそう）
西の天才と呼ばれる。太をライバル視し、同じくプロ棋士を目指す。
五月女 ユア（さおとめ ユア）
的確な将棋が持ち味で太の将棋に似ている。見た棋譜、全てを記憶している。
豪月 無限（ごうけつ むげん）
喧嘩っ早い性格。太星を倒すため、奨励会に入った。
堂々 巡（どうどう めぐる）
現在の成績は9勝0敗。プロ試験を無敗で勝ち進んでいる。

### その他の人物
春川 奏（はるかわ かなで）
太と星が別の人格であることを知っている。二人の幼なじみ。
和泉 判（いずみ わかる）
星の昔からの友人。同じプロ試験を受ける棋士だった。

## 反響
第1話が掲載された時点では、「主人公が二重人格者」という設定が斬新であると話題になった。画風や「2人で1人という設定」から『ヒカルの碁』を連想するといった意見も挙がった。福田の過去作品と作風が異なり、絵が上達していると「驚きと期待の声も上がって」いた。

## 書誌情報
- 福田健太郎『ふたりの太星』集英社〈ジャンプコミックス〉、全3巻
  1. 2019年9月4日発売[3][4]、ISBN 978-4-08-882068-2
  2. 2019年11月1日発売[5]、ISBN 978-4-08-882137-5
  3. 2020年1月4日発売[6]、ISBN 978-4-08-882198-6